# Lucky You
För låten med samma namn, se  Lucky You (låt)
Lucky You är en amerikansk film från 2007 regisserad av Curtis Hanson med Eric Bana, Drew Barrymore och Robert Duvall i rollerna.

## Om filmen
Filmen spelades in i Las Vegas. Manus skrevs av Curtis Hansen och Eric Roth, men filmen var delvis inspirerad av George Stevens film  Enda spelet i sta'n från 1970.[källa behövs]

## Rollista (urval)
- Phyllis Somerville - Pawnbroker
- Eric Bana - Huck Cheever
- Horatio Sanz - Ready Eddie
- Drew Barrymore - Billie Offer
- Joey Kern - Billies beundrare
- Debra Messing - Suzanne Offer
- Delaine Yates - Ginger
- Mykel Shannon Jenkins - Gary
- Robert Duvall - L. C. Cheever
- Charles Martin Smith - Roy Durucher
- Robert Downey, Jr. - Telephone Jack
- Saverio Guerra - Lester
- Danny Hoch - Bobby Basketball